# 南部信経
南部 信経（なんぶ のぶつね）は、江戸時代後期の陸奥国八戸藩の世嗣。

## 略歴
8代藩主・南部信真の長男として誕生。幼名は英之助。正室は松平光行の娘・寿。
八戸藩嫡子だったが、家督を相続することなく死去した。代わって、弟の信一が嫡子となった。